# Marcus Wallenberg (banchiere 1899)
Marcus Wallenberg, citato anche come Marcus Wallenberg Jr. (Stoccolma, 5 ottobre 1899 – Stoccolma, 13 settembre 1982), è stato un banchiere, velista e tennista svedese.
Figlio di Marcus Wallenberg (1864-1943), apparteneva all'importante famiglia Wallenberg di cui fecero parte banchieri, industriali, politici, funzionari dello Stato e diplomatici. Fu anch'egli rappresentante influente della tradizione industriale svedese nel corso del XX secolo e fu amministratore delegato della Stockholms Enskilda Bank dal 1946 al 1958; per mezzo secolo, dall'inizio degli anni '30 fino alla sua morte nel 1982, guidò e ricostruì molte delle più grandi aziende svedesi.
Marcus Wallenberg fu nel periodo giovanile uno sportivo di successo: partecipò alle competizioni di vela alle Olimpiadi del 1936 e a vari tornei di tennis, facendo anche parte della nazionale svedese alla Coppa Davis. Wallenberg ricevette una laurea ad honorem in tecnologia dall'Istituto reale di tecnologia.

## Biografia
Wallenberg nacque il 5 ottobre 1899 a Stoccolma, Svezia, figlio di Marcus Wallenberg e sua moglie Amalia (nata Hagdahl) e fratello di Jacob Wallenberg. Superò lo studentexamen nel 1917 e divenne ufficiale di riserva nel 1919 e si laureò alla Scuola di Economia di Stoccolma nel 1920. Proseguì gli studi bancari e svolse vari lavori a Ginevra, Londra, New York, Parigi e Berlino dal 1920 al 1925. Wallenberg era un appassionato giocatore di tennis e partecipò a diversi tornei negli anni Venti.
Wallenberg divenne vicedirettore della Stockholms Enskilda Bank nel 1925 e ne fu vice amministratore delegato e membro del consiglio di amministrazione dal 1927. Wallenberg è stato all'inizio degli anni '30 membro del consiglio di amministrazione di Järnvägs AB Stockholm-Saltsjön, AB Atlas Diesel, Investor AB, AB Diligentia, Rederi AB Tanker, ASEA, AB Elektro-Invest e Trafik AB Stockholm-Björknäs. Fu anche membro del consiglio della Camera di commercio di Stoccolma. Alla fine degli anni '30 fu presidente del consiglio di amministrazione di AB Atlas-Diesel, AB Lauxein-Casco, Hults Bruks AB, Industri AB Furuplywood e Trafik AB Stockholm-Björknäs. Wallenberg è stato anche vicepresidente di Telefon AB L.M. Ericsson e membro del consiglio di amministrazione di AB Diligentia, Electro-Invest, AB Förenade Flygverkstäderna, AB Nordströms Linbanor, AB Scania-Vabis, AB Svenska Järnvägsverkstäderna, ASEA, Ericsson Telephones Limited, Järnvägs AB Stockholm-Saltsjön, Mexican Telephone and Telegraph Co., Plantagengesellschaft Clementina, Società Elettro-Telefónica Meridionale, Società Esercizi Telefonici e la Federazione delle industrie svedesi ("Sveriges Industriförbund"). Fu anche presidente dell'Associazione svedese di tennis su prato (Svenska Lawntennisförbundet) e dell'Associazione di vela Havsörnarna.
Wallenberg era a metà degli anni '40 il presidente di AB Atlas Diesel, Hults Bruks AB, Igelsta Trävaru AB, Järnvägs AB Stockholm-Saltsjön, Mexikandra Telefon AB e Max Sieverts Fabriks AB. È stato vicepresidente di Halmstad-Nässjö Järnvägs AB, Goodyear Gummi Fabrik AB, AB Papyrus, Svensk Interkontinental Lufttrafik AB, Telefon AB L.M. Ericsson e Yngeredsfors Kraft AB.Wallenberg è stato anche membro del consiglio di amministrazione di ASEA, Björneborgs Jernverks AB, AB Aerotransport, AB Diligentia, AB Elektro-Invest , AB Nordströms Linbanor, AB Scania-Vabis, AB Svenska Amerika Linien, AB Svenska Järnvägsverkstäderna, AB Svenska Maskinverken, AB Svenska Ostasiatiska Kompaniet, Stora Kopparbergs Bergslags AB, SAAB, Wifstavarfs AB, Banque d'État du Maro, Mexican Telephone & Telegraph Co., Federazione delle industrie svedesi, Associazione dei banchieri svedesi, Commissione nazionale svedese per gli affari internazionali) e il Museo nazionale svedese della scienza e della tecnologia.
Fu presidente dei rappresentanti svedesi nella Commissione intergovernativa permanente svedese-britannica dal 1939 al 1943 e membro della Commissione intergovernativa permanente svedese-britannico-americana da 1943 e la Commissione svedese per i negoziati commerciali svedese-finlandesi dal 1940 al 1944. Fu anche membro del consiglio direttivo dell'Associazione svedese-inglese (Svensk-Engelska Föreningen) e presidente dell'Associazione svedese di tennis (Svenska Tennisförbundet) dal 1934 al 1953. Nel 1946, Wallenberg divenne amministratore delegato della Stockholms Enskilda Bank. Mantenne la carica fino al 1958 quando divenne vicepresidente del consiglio di amministrazione. Negli anni '50 fu presidente del consiglio di amministrazione di AB Atlas Diesel, LM Ericsson, Scandinavian Airlines e l'Associazione dei banchieri svedesi. Wallenberg era un membro del consiglio di ASEA (presidente dal 1956), Stora Kopparbergs Bergslags AB, Federazione delle industrie svedesi (vicepresidente dal 1959, presidente 1962-1964) e della Camera di commercio internazionale nonché presidente del suo comitato nazionale svedese dal 1951 al 1964 (presidente onorario dal 1964) e fu amministratore delegato della Camera di commercio inglese-svedese dal 1954. Wallenberg fu anche presidente del Royal Lawn Tennis Club (Kungliga Lawn Tennis Klubben) e divenne presidente onorario dell'Associazione svedese di tennis nel 1953.
Wallenberg fu due volte presidente dell'Associazione dei banchieri svedesi, nel 1949-1951 e nel 1955-1957 e presidente dell'Istituto di ricerca sull'economia industriale dal 1950 al 1975 (presidente onorario dal 1975). Fu presidente del Consiglio delle federazioni industriali europee (CEIF) dal 1960 al 1963 e del Comitato consultivo per le imprese e l'industria dell'OCSE (BIAC) dal 1962 al 1964. Wallenberg fu membro del Consiglio di pianificazione economica (Ekonomiska planingsrådet) dal 1962 al 1964 e presidente della Camera di commercio internazionale dal 1965 al 1967. Era membro del comitato direttivo del Gruppo Bilderberg dal 1954 fino alla sua morte nel 1982. È stato anche membro del consiglio della Fondazione Knut e Alice Wallenberg e la Fondazione Nobel. Wallenberg ha co-presieduto la ICC-ONU/GATT Comitato consultivo economico dal 1969 al 1971. Nel 1969 lasciò la carica di vicepresidente della Stockholms Enskilda Bank e divenne presidente della due anni fino al 1971, quando la banca si fuse con la Skandinaviska Banken e formò la Skandinaviska Enskilda Banken. Wallenberg ne fu presidente dal 1972 al 1976.

## Vita privata

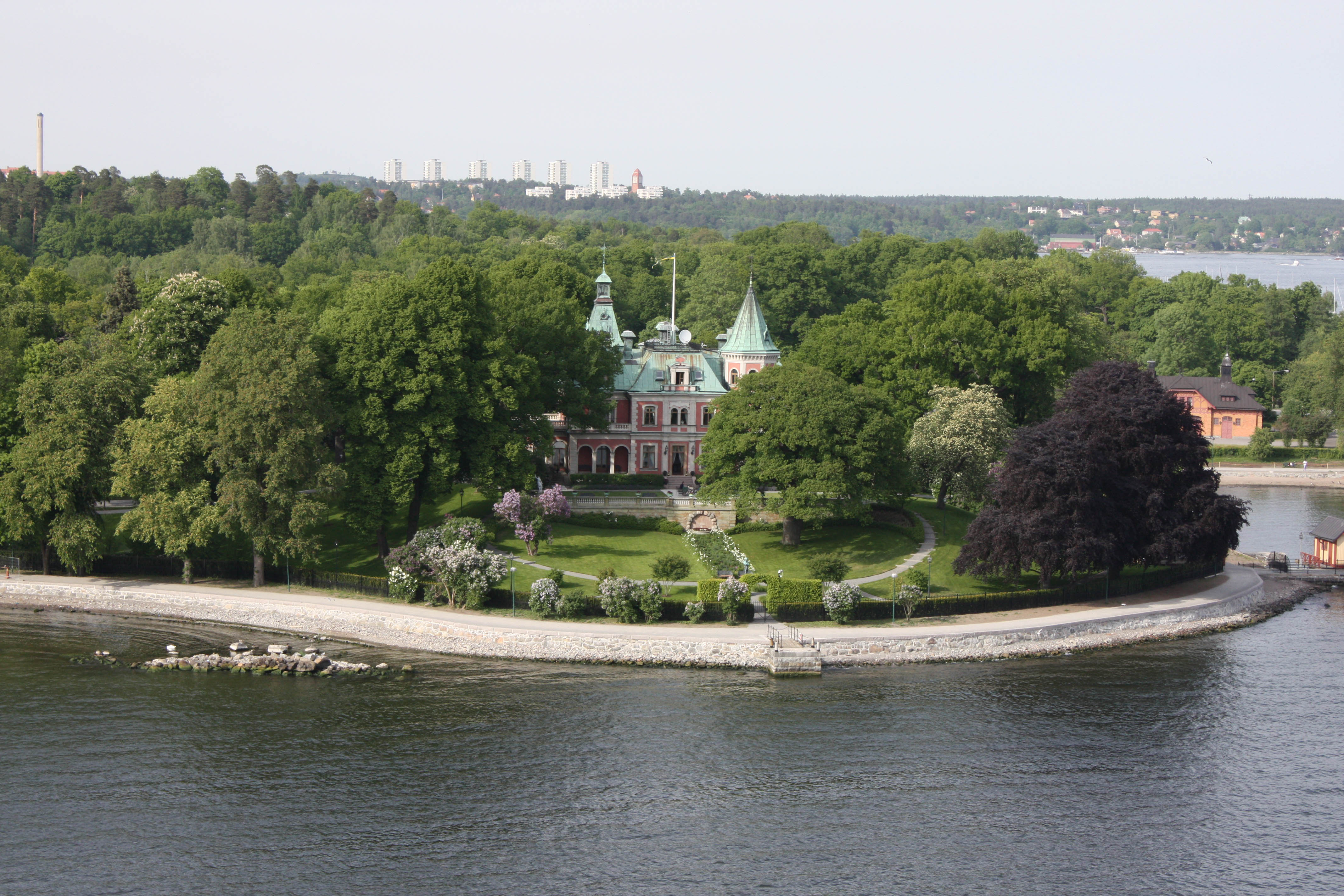
Villa Täcka Udden, residenza di Wallenberg dal 1978 fino alla sua morte nel 1982.

Marcus Wallenberg fu padre di Marc Wallenberg (1924-1971, che a sua volta fu padre di Marcus Wallenberg), Peter Wallenberg Sr. (1926-2015) e Ann-Mari Wallenberg (1929-2019), tutti e tre avuti durante il periodo del suo primo matrimonio (1923-1935) con la scozzese Dorothy Mackay (1900-1984), figlia di Alexander C.A. Mackay e Edith Bums. Nel 1936 sposò la baronessa Marianne De Geer af Leufsta (nata nel 1893), figlia del ciambellano barone Louis de Geer af Leufsta e della baronessa Märtha Cederström. Marianne era stata precedentemente sposata con Carl Bernadotte af Wisborg.